# Česká asociace tělesně handicapovaných sportovců
Česká asociace tělesně handicapovaných sportovců (ČATHS) zastřešuje v Česku tělesně handicapované sportovce. Sídlí v Praze na Strahově.

## Sporty
- atletika handicapovaných
- basketbal na vozíku
- curling
- cyklistika
- golf
- handbike
- jachting
- jezdectví
- lední hokej
- lukostřelba
- lyžování sjezdové
- plavání
- stolní tenis handicapovaných
- střelba
- triatlon vozíčkářů
- vzpírání